# Paul Oestreicher

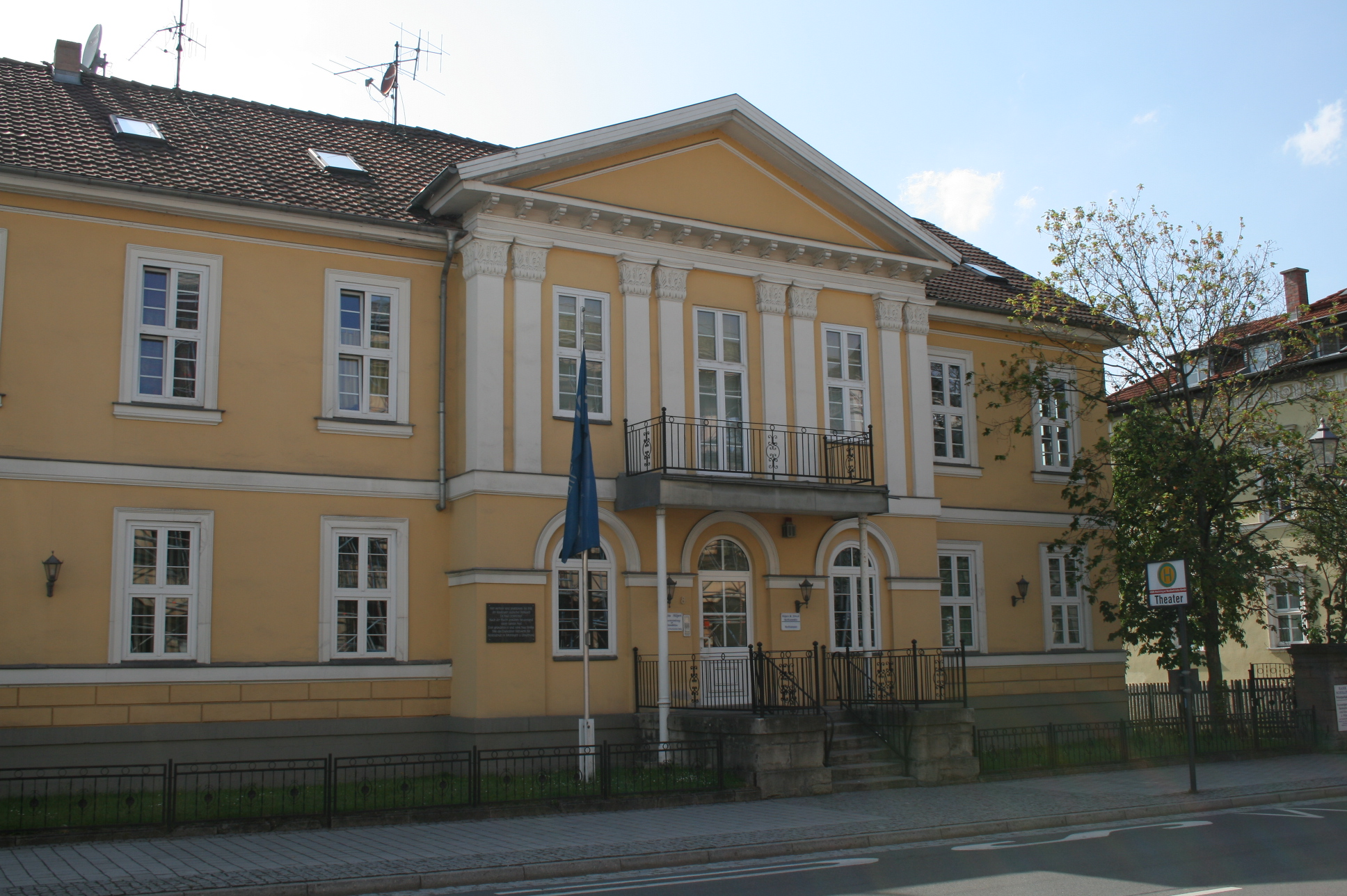
Oestreichers Wohnhaus in Meiningen (bis 1938)

Paul Oestreicher OBE (* 29. September 1931 in Meiningen) ist ein anglikanischer Pfarrer und internationaler Menschenrechts- und Friedensaktivist. Er war Domkapitular und Leiter des Versöhnungszentrums der Kathedrale von Coventry in England und Vorsitzender der britischen Sektion von Amnesty International. Er ist Träger des Bundesverdienstkreuzes 1. Klasse und Ehrenbürger der Stadt Meiningen.

## Leben und Werk

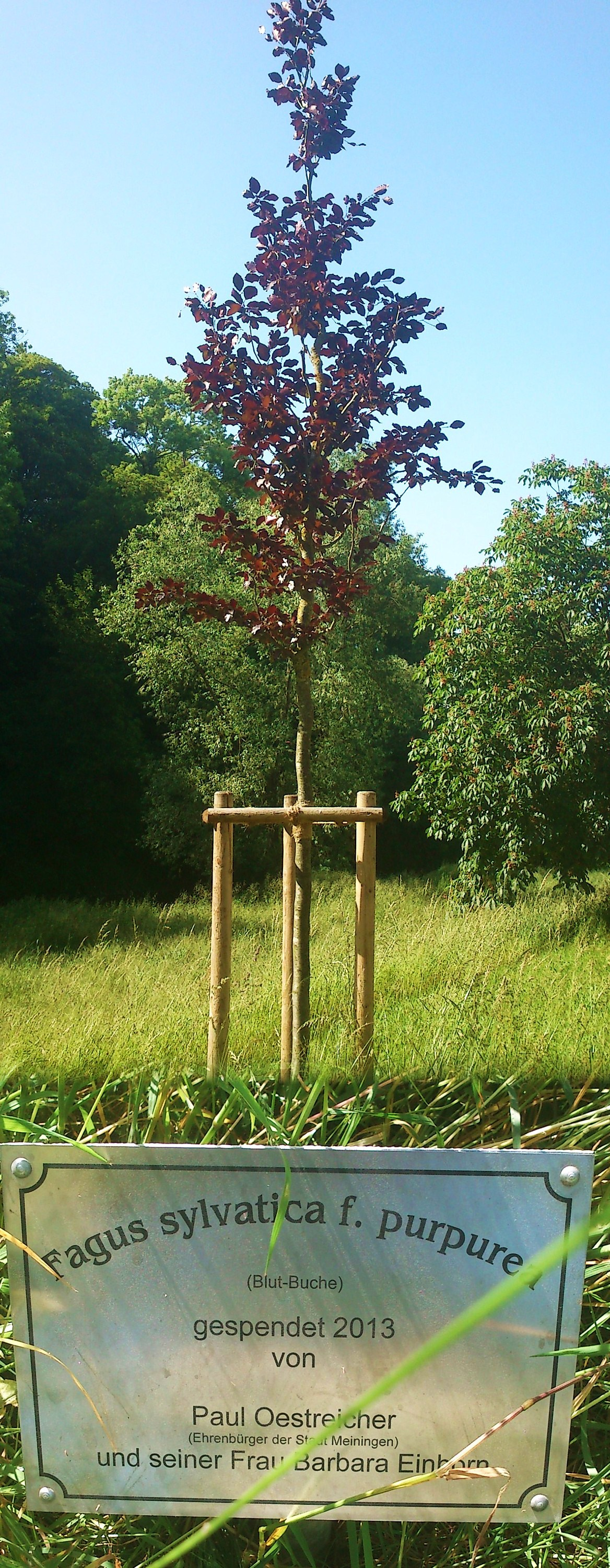
Von Paul Oestreicher und Barbara Einhorn gespendete Blutbuche im Schlosspark Meiningen

Paul Oestreicher wurde als Sohn des Kinderarztes Paul Oestreicher (1896–1981) und der Sängerin Emma Oestreicher in Meiningen (Thüringen) geboren. Bis kurz nach seiner Einschulung im Herbst 1938 verlebte er dort eine sorglose Kindheit. Aufgrund der jüdischen Abstammung seines Vaters wurde seine Familie 1939 gezwungen, Deutschland zu verlassen. Sie fanden in Neuseeland Asyl, wo er weiterhin aufwuchs.
Von 1949 bis 1955 studierte Oestreicher Germanistik und Politische Wissenschaft. 1955 bekam er für ein Jahr ein Forschungsstipendium beim Bonner Professor Helmut Gollwitzer über das Thema Christentum und Marxismus. Danach folgte von 1956 bis 1958 eine Ausbildung am Priesterseminar in Lincoln, England, dem sich bis 1959 eine Tätigkeit als Gast-Pfarrvikar in der evangelischen Kirche Hessen-Nassau anschloss.
Als überzeugter Pazifist trat er 1959 der britischen Friedensbewegung Campaign for Nuclear Disarmament bei und ist bis heute einer ihrer Vize-Präsidenten. 1961 gehörte Oestreicher zu den Mitbegründern und frühen Gestaltern der internationalen Menschenrechtsorganisation Amnesty International und war Vorsitzender der britischen Sektion von Amnesty International in den Jahren 1975 bis 1979.
1960 erhielt er in London die Diakons- und Priesterweihe und wurde Kaplan in einem Arbeitervorort im Osten Londons. Von 1961 bis 1964 war er als Programmdirektor für die Abteilung Kirche und Gesellschaft bei der BBC zuständig, wo er u. a. eine öffentliche Diskussion zum Thema Abtreibung initiierte, in dem er Frauen, die abgetrieben hatten, einlud, ihre eigenen, oft tragischen Geschichte zu erzählen. Die Enttabuisierung des Abtreibungsthemas und die anschließenden Diskussionen in der Öffentlichkeit und Politik führten einige Jahre später zu einer Reform des Abtreibungsrechts in Großbritannien. Oestreichers BBC-Sendung 'Never to be Born' erhielt einen amerikanischen Rundfunk-Preis. Oestreicher war auch ein früher Fürsprecher der Frauenordination in der anglikanischen Kirche.
Während des Kalten Krieges unterstützte und beschütze Oestreicher zahlreiche Dissidenten in der DDR und Osteuropa. So setzte er sich zwei Jahre nach dem Bau der Berliner Mauer bei einer Begegnung mit Walter Ulbricht für den Widerstandskämpfer gegen den Nationalsozialismus und Auschwitz-Überlebenden Heinz Brandt ein, der von der Stasi als 'Verräter' in West-Berlin entführt und von der ostdeutschen Justiz zu 13 Jahren Haft verurteilt worden war. Auf Initiative von Oestreicher und Amnesty International wurde Brandts Haft auf 3 Jahre reduziert; Brandt wurde später einer der Mitbegründer der westdeutschen Partei Die Grünen.
Anschließend war Oestreicher bis 1969 als Osteuropareferent des Britischen Kirchenrates tätig; die Finanzierung der Stelle hatten die Quäker durch den Rowntree Charitable Trust übernommen. Oestreicher folgte hier im gewissen Sinn dem 1963 verstorbenen Richard Karl Ullmann nach. Oestreichers Arbeitsfeld reichte „von London bis Wladiwostok“; in seiner Rolle als Osteuropa Beauftragter der britischen Kirchen bereiste er allein die DDR 77 Mal. Auch an der Arbeit der osteuropäischen Christlichen Friedenskonferenz nahm er anfänglich aktiv teil, als 1964 die II. Allchristliche Friedensversammlung in Prag stattfand, in deren Arbeitsausschuss er sich wählen ließ. 1968 wurde er wegen seiner Kritik an der von der Christlichen Friedenskonferenz unterstützten Niederschlagung des Prager Frühlings aus dem Leitungskreis ausgeschlossen.
1974 zog ihn Justizminister Hans-Jochen Vogel als Geistlichen zur Vermittlung mit der in Haft sitzenden RAF-Spitze hinzu, damit diese ihren Hungerstreik beenden. Dabei traf Paul Oestreicher in der JVA Stammheim mit Andreas Baader, Gudrun Ensslin und Ulrike Meinhof zusammen.
Weitere Stationen seines Lebens waren von 1968 bis 1981 Gemeindepfarrer in Blackheath im Süden Londons und von 1981 bis 1985 Leiter des Außenamtes des britischen Kirchenrates. In Blackheath engagierte sich Oestreicher gegen Rassismus, auch den institutionellen Rassismus in Teilen von Behörden, Kirchen und der Polizei. Zu dieser Zeit setzte er sich ebenfalls aktiv gegen das Apartheid Regime in Südafrika ein. Einer Einladung seines Freundes Desmond Tutu folgend reiste Oestreicher nach Südafrika und es gelang den beiden zum Ende des Apartheid Regimes, Chief Mangosuthu Buthelezi davon zu überzeugen, den auch bewaffneten Kampf der Inkatha Freedom Party gegen Nelson Mandelas African National Congress einzustellen und sich als Minister in die neue demokratische, von schwarzen Politikern geführte Regierung Südafrikas einzubringen.
Seit 1983 ist Oestreicher Mitglied in der „Religiösen Gesellschaft der Freunde“ (Quäker). 1985 wurde er von der anglikanischen Diözesan Synode Wellington zum Bischof der neuseeländischen Hauptstadt gewählt. Diese Wahl wurde jedoch von Kirchenoberen in Neuseeland, denen er zu progressiv war, hintertrieben und nicht bestätigt, so dass Oestreicher nach Coventry ging, um sich von dort aus weiter für seine Arbeit für Frieden und Gerechtigkeit einzusetzen.
Von 1985 bis 1997 war er Domkapitular und Leiter des Internationalen Versöhnungszentrums der Kathedrale von Coventry, die 1940 bei einem deutschen Luftangriff zerstört und 1962 mit einem Neubau wiedererrichtet worden war. Von dort versandten Oestreicher und sein Team das symbolische Nagelkreuz von Coventry an andere kriegszerstörte Kirchen in Europa, aber auch in andere Regionen der Welt und betrieben aktive Versöhnungsarbeit im Rahmen christlicher Ökumene und des Inter-Faith Dialogs zwischen den Religionen. Seit 1998 als Domkapitular Emeritus ist er dem mittelenglischen Versöhnungszentrum noch immer verbunden.
Im Kontext seines internationalen Versöhnungswerks warb Oestreicher in Großbritannien in der Politik und Wirtschaft sowie in den Leitmedien für den Wiederaufbau der 1945 zerstörten Dresdner Frauenkirche, u. a. durch den von ihm zusammen mit John Beale und Alan Russell gegründeten Dresden Trust. Es gelang ihm, dafür bedeutende ideelle Unterstützung und Finanzmittel in Großbritannien einzuwerben. 2004 nahm er an der Hebung der von britischen Künstlern gestalteten Turmhaube der Frauenkirche in Dresden teil, die Wiedereinweihung der Frauenkirche in Coventrys Patenstadt im Jahr 2005 im Rahmen eines ökumenischen Weihegottesdienstes kommentierte er auch in den britischen Medien.
Aus Anlass der 1000-Jahr-Feier von Meiningen im Jahr 1982 weilte Oestreicher erstmals wieder in seiner Geburtsstadt, wo er unter Beobachtung der Staatssicherheit, die mindestens neun IMs auf ihn ansetzte, in der Stadtkirche predigte. Seit der Wende besucht er mit seiner Frau regelmäßig die Stadt, mit der er sich nach wie vor eng verbunden fühlt. 1995 wurde Paul Oestreicher Ehrenbürger der Stadt Meiningen.
1988 arrangierte er für die DDR-Dissidenten Bärbel Bohley, Werner Fischer und Vera Wollenberger eine Einladung zu einem Studienaufenthalt nach Großbritannien, die es ihnen (je nach Einschätzung) möglich machte, aus der Haft freizukommen und die DDR zu verlassen, bzw. den DDR-Behörden eine Möglichkeit gab, sie ins Ausland abzuschieben. Oestreicher setzte sich nachhaltig für Mitglieder der unabhängigen Friedensgruppe 'Frauen für den Frieden' und ihre Ideale ein.

## Wirken im Ruhestand
Im Herbst 2010 reiste Oestreicher durch Deutschland, um Veranstaltungen durchzuführen. Einige Jahre war er im Sommer auf Hiddensee in der Urlauberseelsorge tätig. Seinen 80. Geburtstag feierte er in seiner Heimatstadt Meiningen, wo er gemeinsam mit Gunter Demnig Stolpersteine verlegte und von ihm gespendete Bäume pflanzte.

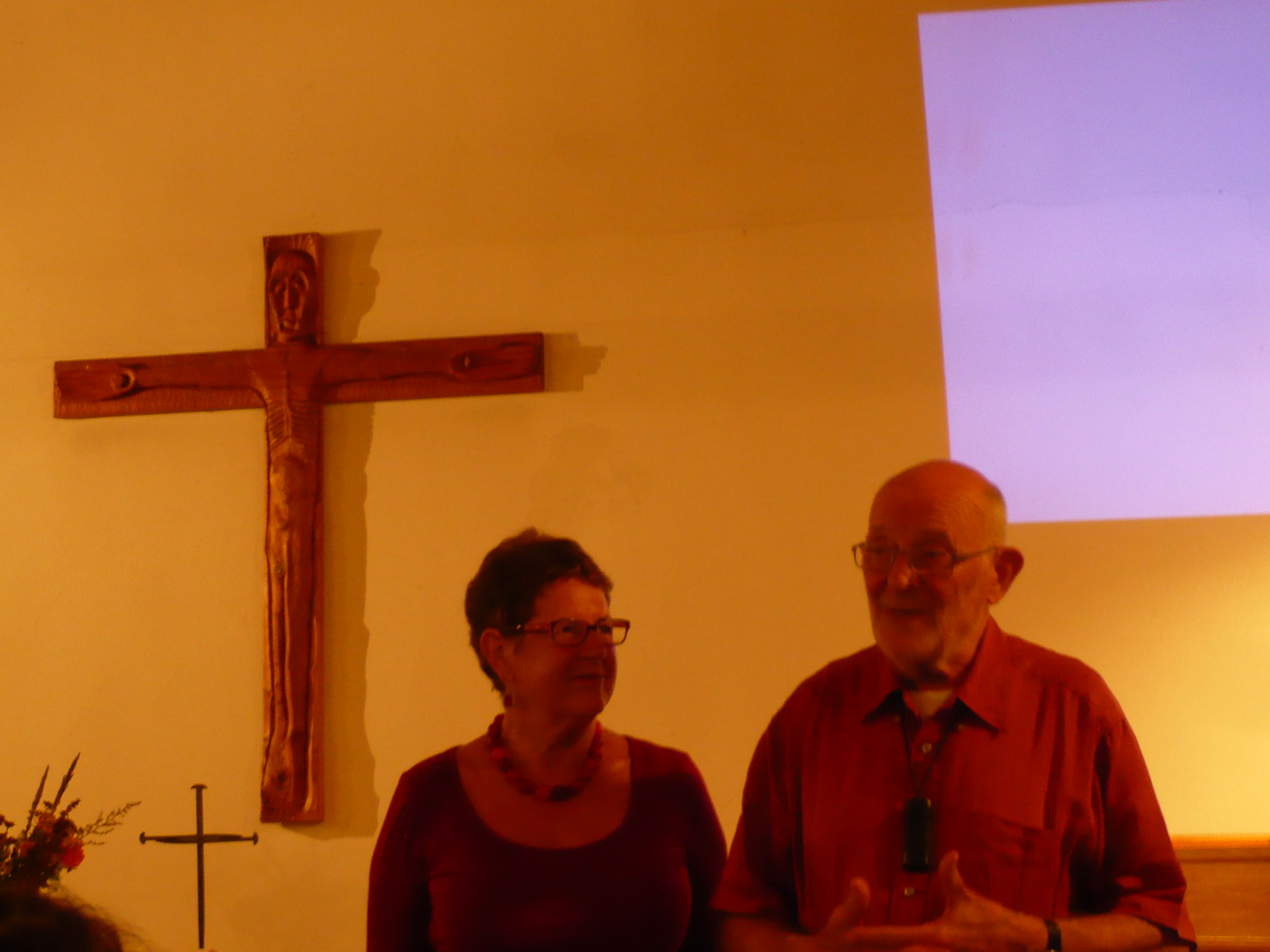
Barbara und Paul Oestreicher im Sommer 2013 im Gemeindehaus Neuendorf/Hiddensee.

Am 22. September 2013 hielt Paul Oestreicher auf dem Jenaer Eichplatz die Predigt beim Abschlussgottesdienst des Kirchentages der Evangelischen Landeskirche Mitteldeutschlands. Aus Anlass seines 90. Geburtstages ehrte ihn die Stadt Meiningen, in dem sie im Beisein seines Sohnes Martin am 29. September 2021 einen öffentlichen Platz in „Paul-Oestreicher-Platz“ benannte. Des Weiteren erhielt das „Grüne Kabinett“ im Max-Reger-Konservatorium in der Strupp'schen Villa den Namen seiner Mutter und Sängerin Emma Oestreicher. Gleichzeitig wurde das Kinderbuch „Flucht aus Meiningen“, das seine Kindheitsgeschichte beschreibt, veröffentlicht.
Mit seiner ersten Frau, Lore Oestreicher, die ihn in seinem Wirken und Denken nachhaltig unterstützte, und die 2001 starb, hat Oestreicher drei Kinder.
Paul Oestreicher ist seit 2002 in zweiter Ehe mit der Neuseeländerin Barbara Einhorn, einer emeritierten Professorin an der Universität Sussex, verheiratet. Nach ihrer Heirat in Berlin, lebten die beiden in Brighton, England, bevor sie nach Aotearoa, Neuseeland, dem Land ihrer Jugend, zogen. Einhorn war 1983 wegen ihrer Kontakte zu Frauengruppen kurzzeitig in der DDR in Haft, und Oestreicher war einer derjenigen, die ihre Entlassung erreichten.
Mit seiner zweiten Frau Barbara lebt Paul Oestreicher seit einigen Jahren beständig in Neuseeland. Von dort aus meldet er sich immer wieder mit Beiträgen zu Fragen der Politik und Religion zu Wort. So schrieb er im Februar 2022 in der britischen Tageszeitung The Guardian einen offenen Brief, in welchem er die Vorbereitungen des Putin'schen Angriffskrieges auf die Ukraine und die theologische Verbrämung des Putin Regimes durch den Moskauer Patriarchen und ehemaligen KGB Agenten Kyrill I. verurteilte und Russen und Ukrainer zur Versöhnung aufrief.

## Theologische Grundlagen, Wirkung
Paul Oestreichers den Globus umspannendes Versöhnungswerk gründet in seinem Vertrauen in den von Jesus Christus bezeugten Gott, der das Wohlergehen der Menschen und den Frieden will. Die Seligpreisungen der Bergpredigt Jesu sind das Leitbild, an dem er sich ausrichtet. Auch auf das Wirken des biblischen Apostels Paulus, der in der biblischen Antike durch seine umfangreiche Reise- und Missionstätigkeit den universalen Heilswillen Gottes verkündete und ideologisch und praktisch zerstrittene kulturelle Gruppen und Gemeinden zusammenbrachte, bezieht Oestreicher sich in seinem Handeln und seinen Schriften. Der jüdischen Wurzeln des Christentums und seiner selbst eingedenk, steht sein Wirken auch in der Tradition des tikun olam.
Dem paulinischen Denken entsprechend unternimmt es Oestreicher, die befreiende Botschaft Jesu unter den jeweils zeitgeschichtlichen Bedingungen auszulegen und umzusetzen. In der Theologie des 20. Jahrhunderts findet er dabei praktische und theoretische Anhaltspunkte bei Dietrich Bonhoeffer, Martin Niemöller und in der Befreiungstheologie. Auch Weggefährten wie Bruce Kent und Desmond Tutu haben Oestreicher stark beeinflusst. Politisch engagiert sich Oestreicher für einen demokratischen christlichen Sozialismus.
Als unermüdlicher Aktivist für Menschenrechte, den Frieden, eine sozial und gendergerechte Gesellschaft, für die Bewahrung der Schöpfung und für das spirituelle Wohlergehen der Menschen, erwarb sich Oestreicher ungezählte Verdienste, die von vielen einfachen Menschen, aber auch von weltweiten Organisationen und politischen Eliten dankbar anerkannt wurden und für die er schließlich eine Reihe von hohen Auszeichnungen bekam. Da Oestreicher in seinem Eintreten für die Verfolgten und Marginalisierten, z. B. in Osteuropa und Südafrika, seiner Zeit oft weit voraus war und zerstörerische Machthaber mutig und offen kritisierte, war er häufig persönlichen Anfeindungen, aber auch staatlichen Überwachungen und Einschüchterungsversuchen ausgesetzt.
Oestreicher hatte entscheidenden Anteil an der Ost-West-Versöhnung im Kalten Krieg, u. a. als Vorsitzender des Versöhnungswerkes der Kathedrale von Coventry und als Vereinsgründer des „Dresden Trust“, die den britischen Anteil zum Wiederaufbau der Frauenkirche in Dresden beisteuerte.

## Ehrenämter (Auswahl)
- 1975 bis 1979: Vorsitzender der britischen Sektion von Amnesty International
- seit 1986: Vizepräsident der CND, die zentrale Friedensbewegung Großbritanniens
- seit 2004: Mitarbeiter der Hochschulseelsorge an der Universität Sussex in Brighton

## Auszeichnungen und Ehrungen (Auswahl)
Durch seine vielfältigen Bestrebungen für Versöhnung und Menschenrechte erhielt Paul Oestreicher eine Reihe von bedeutenden Auszeichnungen: das Bundesverdienstkreuz 1. Klasse, die Ehrenmedaille der Stadt Coventry und den Verdienstorden des Freistaates Sachsen (2004). Weiterhin wurde er zum Dr. litt. h.c. der Universität Coventry ernannt, ist Wartburgpreisträger und seit 1995 Ehrenbürger seiner Geburtsstadt Meiningen. Am 1. Juli 2008 erhielt er einen theologischen Ehrendoktor (DD), der von Rowan Williams, dem Erzbischof von Canterbury als Lambeth Degree verliehen wird. Nach ihm ist seit 2021 ein Platz in Meiningen benannt.
Oestreicher erhielt mehrere Ehrendoktorwürden: einen DLitt des Coventry Polytechnic (1991), einen LLD der University of Sussex UK (2005) sowie einen DD der University of Otago in Neuseeland (2009).
2022 wurde er von der britischen Königin als Officer des Order of the British Empire (OBE) für 'Dienste für den Frieden, die Menschenrechte und Versöhnung' ausgezeichnet.

## Veröffentlichungen (Auswahl)
- Die Krankheit unserer Zeit als Problem für Arzt und Seelsorger. Friedrich, Pyrmont 1965.
- (Hrsg., mit Helmut Gollwitzer), The Demands of Freedom (1965)
- (Hrsg., mit J. Klugmann) What Kind of Revolution: A Christian-Communist Dialogue (1968)
- (Mit einem Autorenkollektiv), The Church and the Bomb (1983)
- Erinnern und Gedenken. Steinmann 1991, ISBN 3-927043-15-X.
- Aufs Kreuz gelegt. Wichern-Verlag, Berlin 1993, ISBN 3-88981-040-3.
- Die Quäker: Ein Orden in der Gemeinschaft der Christen? Verlag Religiöse Gesellschaft der Freunde, Bad Pyrmont 1997, ISBN 3-929696-23-1.
- Der 9. November – ein deutscher Schicksalstag? Überlegungen zum 9. November im vergangenen Jahrhundert anläßlich der Eröffnung der Versöhnungskapelle am Standort der Potsdamer Garnisonkirche am 9. November 2006. Volltext (PDF)
- Zahlreiche Artikel in großen englischen Tages- und Wochenzeitschriften wie The Times, The Guardian, the Church Times, und deutschsprachigen Medien